# Верхня В'язовка
Верхня В'я́зовка (рос. Верхняя Вязовка) — село у складі Бузулуцького району Оренбурзької області, Росія.

## Населення
Населення — 735 осіб (2010; 726 у 2002).
Національний склад (станом на 2002 рік):
- росіяни — 80 %